# Phaonia gobertii
Phaonia gobertii este o specie de muște din genul Phaonia, familia Muscidae. A fost descrisă pentru prima dată de Josef Mik în anul 1881. Conform Catalogue of Life specia Phaonia gobertii nu are subspecii cunoscute.